# Petar Klančir
Petar Klančir (Zagreb, 7. travnja 1990.) prvi je hrvatski IFBB Pro bodybuilder. 
Bodybuildingom se bavi od šesnaeste godine. 
Od 2015. godine živi i radi u Rijeci.
Uspjesi:
- dvaput je bio viceprvak na Arnold Classic Amateur natjecanju
- 2012. – osvojio NABBA Mr Universe
- 2014. – postao apsolutni prvak Balkana
- 2015. – apsolutni pobjednik na Mr. Olympia Amateur u Pragu, osvajanjem ove titule postao je profesionalni bodybuilder u najpoznatijoj svjetskoj federaciji IFBB.